# Harrif Salleh
Mohd Harrif Salleh (né le 15 septembre 1988) est un coureur cycliste malaisien spécialisé dans le sprint, membre de l'équipe Terengganu. Il est le frère de Mohd Zamri Saleh, de la même équipe.

## Biographie
Mohd Harrif Saleh dispute les jeux asiatiques de 2006 organisés à  Doha où il prend la cinquième place avec l'équipe nationale de poursuite. Lors de l'année 2007, il remporte une étape de la Jelajah Malaysia, deux étapes lors du Ho Chi Minh Television Cup et une étape sur le Tour of Negri Sembilan. En outre, il gagne la deuxième étape du Melaka Chief Minister Cup et termine troisième du général. Il est membre de 2008 à 2009 de l'équipe MNCF et depuis 2011 de l'équipe Terengganu.

## Palmarès sur route

### Par années
- 2007
  - 2e étape du Jelajah Malaysia
  - 7e et 12e étapes de la Ho Chi Minh City Television Cup
  - 3e étape du Tour du Negeri Sembilan
  - 2e étape du Melaka Chief Minister Cup
  - 3e du Melaka Chief Minister Cup
- 2008
  - 2e étape du Tour de la mer de Chine méridionale
- 2010
  - 8e étape du Tour du Gippsland
  - 2e, 7e, 8e et 14e étapes du Tour of the Murray River
- 2011
  - 3e étape du Tour de Brunei
- 2012
  - 4e et 5e étapes du Jelajah Malaysia
  - 4e étape du Tour de Brunei
  - 2e étape du Perlis Open
  - 3e étape du Tour du Vietnam
  - 3e du Tour de Brunei
- 2013
  - 1re étape du Satu Grand Prix
  - 3e étape du Jelajah Malaysia
  - 1re étape du Tour de Bornéo
- 2014
  - 4e étape du Sharjah International Cycling Tour
  - 5e étape du Jelajah Malaysia
  - 2e du Tour de Siak
- 2015
  -  Médaillé d'or du critérium aux Jeux d'Asie du Sud-Est
  -  Médaillé d'or de la course en ligne aux Jeux d'Asie du Sud-Est
  - 3e étape du Tour des Philippines
- 2016
  - 3e et 4e étapes du Tour de Thaïlande
  - 3e étape du Jelajah Malaysia
  - 2e du championnat de Malaisie sur route
- 2017
  -  Médaillé d'or du critérium aux Jeux d'Asie du Sud-Est
  - 1re étape du Tour of the Great South Coast
  - 5e étape du Jelajah Malaysia
- 2018
  - 3e étape de la Sri Lanka T-Cup
- 2019
  - 2e étape du Tour de Langkawi
  - 5e étape du Tour de Selangor
- 2020
  - 5e et 7e étapes du Tour de Langkawi
- 2021
  - Grand Prix Velo Manavgat
- 2022
  - 3eet 4e étapes du Tour de Thaïlande
  - 5e étape du Tour de Taïwan
  - 2e du Grand Prix Justiniano Race

### Classements mondiaux
| Année                                 | 2008 | 2009 | 2010 | 2011 | 2012 | 2013 | 2014 | 2015 | 2016  | 2017  | 2018  | 2019  | 2020 | 2021 | 2022 | 2023  | 2024  |
| ------------------------------------- | ---- | ---- | ---- | ---- | ---- | ---- | ---- | ---- | ----- | ----- | ----- | ----- | ---- | ---- | ---- | ----- | ----- |
| Classement mondial                    |      |      |      |      |      |      |      |      | 1041e | 1803e | 1638e | 1396e | 700e | 855e | nc   | 2168e | 3383e |
| UCI Asia Tour                         | 285e | 115e | nc   | 84e  | 8e   | 22e  | 72e  | 92e  | 161e  | 310e  | 282e  | 95e   | 28e  | 23e  | nc   | nc    | nc    |
|                                       |      |      |      |      |      |      |      |      |       |       |       |       |      |      |      |       |       |
| Légende : nc = non classéSource : UCI |      |      |      |      |      |      |      |      |       |       |       |       |      |      |      |       |       |

## Palmarès sur piste

### Championnats d'Asie
- Bangkok 2007
  -  Champion d'Asie du scratch
- Kuala Lumpur 2012
  -  Médaillé de bronze du scratch

### Championnats nationaux
- 2009
  -  Champion de Malaisie de poursuite par équipes (avec Mohd Saufi Mat Senan, Mohd Zamani Mustaruddin et Mohd Syahrul Afiza Fauzan)
- 2024
  -  Champion de Malaisie de l'élimination